# Villa Musica

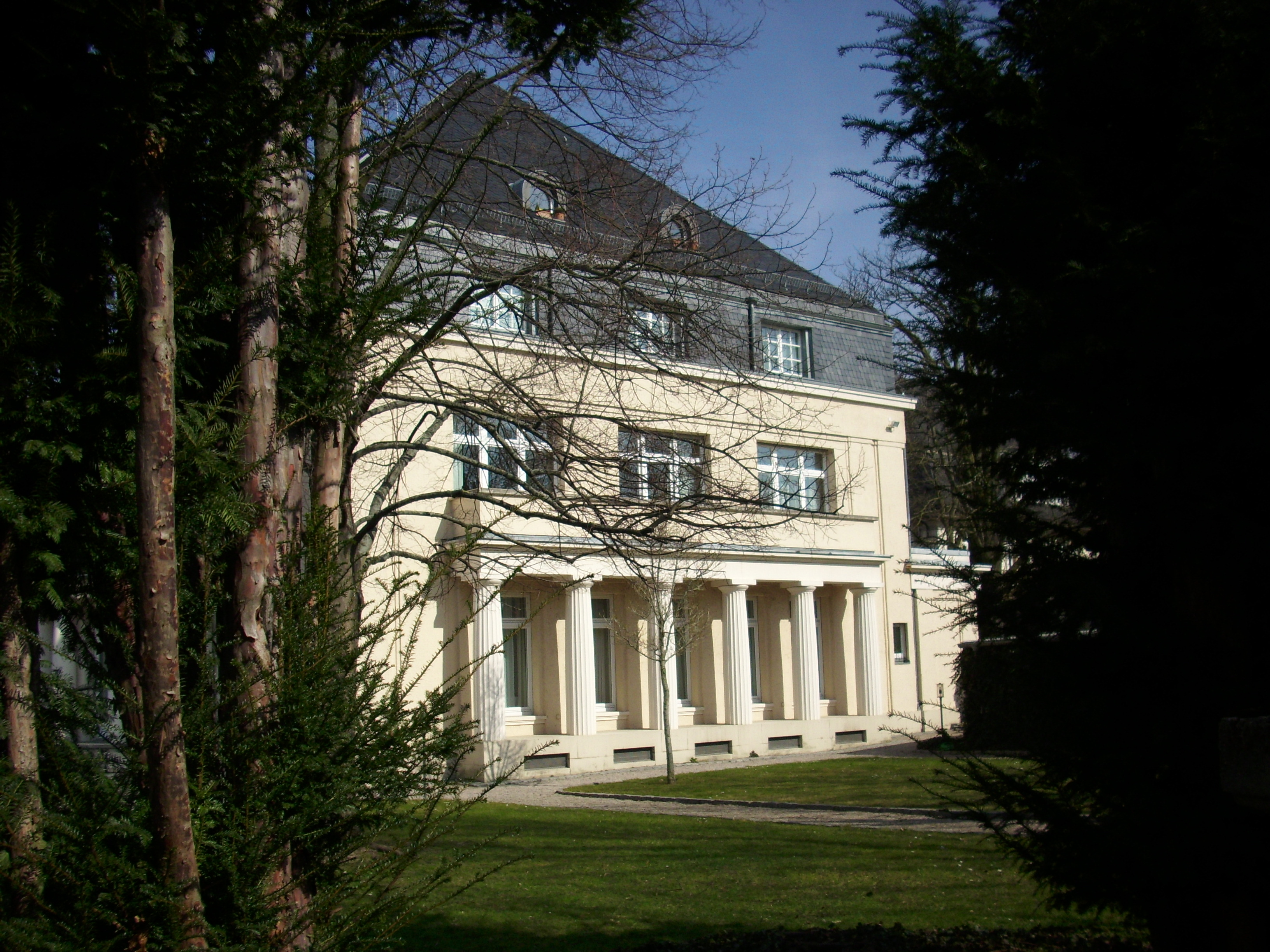
Sitz der Villa Musica in Mainz

Die Villa Musica Rheinland-Pfalz ist eine 1986 gegründete Stiftung der Landesregierung Rheinland-Pfalz mit Beteiligung des Südwestrundfunks. Ihr Stiftungszweck ist die Förderung junger Musiker und die Veranstaltung von Konzerten. Ihr Stammsitz ist die Villa Musica auf der Bastion Alexander in Mainz. Villa Musica verfügt über eine eigene Akademie für Kammermusik im Kurfürstlichen Schloss Engers in Neuwied.

## Geschichte
Stifter waren die Landesregierung von Rheinland-Pfalz und der damalige Südwestfunk.
1992 erhielt die Stiftung eine neue Struktur mit verwaltendem Vorstand, einem Kuratorium als Aufsichtsorgan, einer hauptamtlichen Geschäftsführung und einer Künstlerischen Leitung. 2019 wurden diese Strukturen noch einmal modifiziert. Seitdem übernimmt ein Direktorium gemeinschaftlich die Aufgaben der Geschäftsleitung und einen Teil der Vorstandsfunktionen. Das Kuratorium ist nur noch beratendes Gremium. Seit 1992 wurde kontinuierlich der jeweilige Staatssekretär für Kultur zum Vorstandsvorsitzenden gewählt. Dies waren bislang Joachim Hofmann-Göttig (1992–2001 und 2006–2010), Roland Härtel (2001–2006), Walter Schumacher (2010–2016), Salvatore Barbaro (2016–2019) und Staatssekretär Denis Alt (2019–2021) als Vorstandsvorsitzender. 2021 wurde Jürgen Hardeck zum Vorstandsvorsitzenden gewählt. Künstlerische Leiterin ist seit 2024 Ervis Gega.
Mit Stand 2022 hat die Villa Musica mehr als 5000 Konzerte veranstaltet und über 2000 junge Musiker durch eine Zusatzausbildung im Bereich Kammermusik gefördert, aber auch durch Projekte mit Gesang, im Kammerorchester (Camerata Villa Musica), in Neuer Musik und Barockmusik.

## Arbeitsweise der Stiftung
Hochbegabte junge Musiker im letzten Drittel ihres Studiums werden durch ein Probespiel ausgewählt. Drei Jahre lang erhalten sie die Gelegenheit, mit den Dozenten der Villa Musica gemeinsam zu proben und zu konzertieren. Villa Musica gehört zu den weltweit renommiertesten Adressen für Kammermusik.
Die Stiftung veranstaltet jährlich ca. 120 Konzerte, davon mindestens 70 % aus den Projekten zur Nachwuchsförderung. Neben diesen „Akademiekonzerten“ veranstaltet die Stiftung auch Konzerte in Rheinland-Pfalz, etwa durch die Reihe „Burgenklassik“ im Rahmen des Kultursommers Rheinland-Pfalz. Neben den Stammkonzerten in der Villa Musica (Mainz), Schloss Engers (Neuwied), Villa Ludwigshöhe (Edenkoben) und in Trier finden auch Konzerte in ganz Rheinland-Pfalz statt, gerade im ländlichen Raum. Dazu arbeitet die Stiftung mit mehr als 40 Mitveranstaltern im ganzen Land zusammen. Die Akademie für Kammermusik im Schloss Engers ist das Ausbildungszentrum, wo auch das Festival RheinVokal und der Verein Freunde der Villa Musica e. V. angesiedelt sind. In der Landeshauptstadt Mainz dienen neben der Villa Musica in der Oberstadt das Landesmuseum Mainz und andere Spielstätten als Bühnen. Hier ist die Stiftung auch am Mainzer Musiksommer beteiligt, in der Pfalz an den Trifelsserenaden. Dazu kooperiert sie mit vielen Partnern, besonders mit SWR2 und der GDKE – Burgen, Schlösser, Altertümer Rheinland-Pfalz.
2014 erhielt Villa Musica den Kunstpreis der Ike und Berthold Roland-Stiftung.

## Träger
Die Träger sind die Landesregierung des Landes Rheinland-Pfalz und der Südwestrundfunk als Nachfolger des Südwestfunks.
Kuratorium:
- Kai Gniffke (Vorsitzender), Intendant des Südwestrundfunks
- Katharina Binz, Staatsministerin für Familie, Frauen, Kultur und Integration
- Beat Fehlmann, Intendant der Deutschen Staatsphilharmonie
- Ulla Fiebig, Landessenderdirektorin des SWR
- Peter Hähner, Vorstand LBBW
- Barbara Harnischfeger, Vorsitzende des Vereins Freunde der Villa Musica e. V.
- Lana Horstmann, MdL RLP
- Angela Kaiser-Lahme, GDKE Direktorin Burgen, Schlösser, Altertümer RLP
- Carolin Lauer, Geschäftsführerin Musikhochschule Mainz
- Markus A. Müller, Intendant des Staatstheaters Mainz
- Peter Stieber, Präsident des Landesmusikrats RLP
- Michael Wagner, MdL RLP
- Josef Winkler, MdL RLP

Vorstand:
- Jürgen Hardeck, Kulturstaatssekretär (Vorsitzender)
- Petra Spielmann, Arp Museum Bahnhof Rolandseck (stellv. Vorsitzende)
- Felix Hertel, SWR
- Georg-Rudolf May, Ministerium für Wissenschaft, Weiterbildung und Kultur
- Florian Rau, Ministerium der Finanzen